# NGC 6482
NGC 6482 је елиптична галаксија у сазвежђу Херкул која се налази на NGC листи објеката дубоког неба.
Деклинација објекта је + 23° 4' 22" а ректасцензија 17h 51m 48,7s. Привидна величина (магнитуда) објекта NGC 6482 износи 11,3 а фотографска магнитуда 12,3. NGC 6482 је још познат и под ознакама UGC 11009, MCG 4-42-8, CGCG 141-17, PGC 61009.